# Wahlen zum Repräsentantenhaus der Vereinigten Staaten 1822
Bei den Wahlen zum Repräsentantenhaus der Vereinigten Staaten 1822 wurden in den Vereinigten Staaten ab dem 1. Juli 1822 an verschiedenen Wahltagen die Abgeordneten des Repräsentantenhauses gewählt. Die Wahlen waren Teil der allgemeinen Wahlen zum 18. Kongress der Vereinigten Staaten in jenem Jahr, in dem auch ein Drittel der US-Senatoren gewählt wurde. Da die Wahlen etwa in der Mitte der zweiten vierjährigen Amtszeit von Präsident James Monroe stattfanden (Midterm Election), galten sie auch als Votum über die bisherige Politik des Präsidenten.
Zum Zeitpunkt der Wahlen bestanden die Vereinigten Staaten aus 24 Bundesstaaten (Missouri war als neuer Staat hinzugekommen). Die Zahl der zu wählenden Abgeordneten betrug 213. Die Sitzverteilung im Repräsentantenhaus basierte auf der Volkszählung von 1820. Daraus resultiert auch der Anstieg der Zahl der Abgeordneten. Das erste, unten aufgezeigte Wahlergebnis gibt zwar das Stimmenverhältnis zwischen der Demokratisch-Republikanischen Partei und der Föderalistischen Partei wieder, ist aber nicht aussagekräftig, weil sich beide Parteien in einem Status der Auflösung befanden. Die Föderalisten lösten sich nach dieser Wahl auf und traten nicht mehr als Partei bei Kongresswahlen an. Die Demokratisch-Republikanische Partei zerfiel in mehrere Flügel, die bei Wahlen gegeneinander antraten. Aus zwei dieser Flügel gingen später die Demokratische Partei und die National Republican Party bzw. die Whig Party hervor. Die etwas weiter unten aufgeführte Liste gibt die aussagekräftigeren Ergebnisse nach den einzelnen Gruppierungen wieder. Die Wahl von 1822 leitete ein Jahrzehnt mit größeren innenpolitischen Spannungen ein. Damit endete auch die sogenannte Era of good feeling, die die vorhergehenden Jahre bestimmt hatten.
Frauen und Sklaven waren weder wahlberechtigt noch wählbar. In vielen Bundesstaaten waren auch freie Afroamerikaner von der Wahl ausgeschlossen. Das Wahlrecht für freie Männer war außerdem an einen gewissen Grundbesitz oder an ein bestimmtes Steueraufkommen gebunden.

## Wahlergebnis
- Demokratisch-Republikanische Partei: 189 (155) Sitze
- Föderalistische Partei: 24 (32) Sitze

Gesamt: 213
In Klammern sind die Ergebnisse der letzten regulären Wahlen von 1820. Veränderungen im Verlauf der Legislaturperiode, die nicht die Wahlen an sich betreffen, sind bei diesen Zahlen nicht berücksichtigt, werden aber im Artikel über den 18. Kongress im Abschnitt über die Mitglieder des Repräsentantenhauses bei den entsprechenden Namen der Abgeordneten vermerkt. Das Gleiche gilt für Wahlen in Staaten, die erst nach dem Beginn der Legislaturperiode der Union beitraten. Daher kommt es in den Quellen gelegentlich zu unterschiedlichen Angaben, da manchmal Veränderungen während der Legislaturperiode in die Zahlen eingearbeitet wurden und manchmal nicht.
Im Folgenden werden die Einzelergebnisse der Wahl bezogen auf die einzelnen Fraktionen aufgelistet:
- Crawford Republicans: 53 Sitze
- Adams-Clay Republicans: 72 Sitze
- Jackson Republicans: 64 Sitze
- Adams-Clay Federalists: 15 Sitze
- Jackson Federalists: 7 Sitze
- Crawford Federalists: 2 Sitze

Gesamt: 213